# Habenaria tibetica
Habenaria tibetica är en orkidéart som beskrevs av Rudolf Schlechter. Habenaria tibetica ingår i släktet Habenaria och familjen orkidéer. Inga underarter finns listade i Catalogue of Life.